# Dmitri Wadimowitsch Sablin

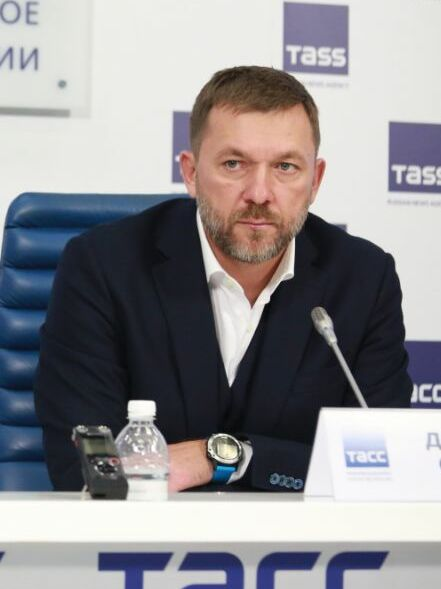
Dmitri Wadimowitsch Sablin, 2006

Dmitri Wadimowitsch Sablin (russisch Дми́трий Вади́мович Са́блин; * 5. September 1968 in Mariupol, Oblast Donezk, Ukrainische Sozialistische Sowjetrepublik, UdSSR) ist ein russischer Politiker und Oberst der Reserve. Er gehört der Fraktion „Einiges Russland“ an und sitzt seit 2003 als Abgeordneter in der Staatsduma.

## Biographie
Sablin absolvierte 1989 mit Auszeichnung die Moskauer Höhere Militärkommandoschule. Im Anschluss trat er seinen Militärdienst in der 154. unabhängigen Kommandoeinheit Preobraschenski in Moskau an. Hier stieg er mit der Zeit von einem Zugführer (Командир взвода -> Kommandeur eines Zuges) zum Stabschef des Bataillons auf. Auf eigenen Wunsch wurde Sablin 1997 aus den Reihen der russischen Streitkräfte entlassen.
Von 1997 bis 2000 war Sablin im Katastrophenschutzministerium der Russischen Föderation tätig.
Im Jahr 2000 wurde Sablin zum ersten Stellvertreter von Boris Gromow, dem Vorsitzenden der allrussischen öffentlichen Veteranenorganisation „Kampfbruderschaft“, obwohl er selber zu keinem Zeitpunkt an den Kampfhandlungen beteiligt war. Nach der Berufung Gromows zum Gouverneur der Oblast Moskau wurde Sablin im August 2003 dessen Berater für Wirtschaftsfragen und Investitionen.
Bei den im Dezember 2003 stattgefundenen Parlamentswahlen wurde Sablin vom Puschkin-Einzelmandat-Wahlkreis der Oblast Moskau in die Staatsduma der dritten Einberufung gewählt. Diesen Erfolg wiederholte er bei den darauffolgenden drei Wahlperioden (2007, 2011 und 2016).
Im September 2013 wurde Sablin Mitglied im Föderationsrat der Föderationsversammlung Russlands, nachdem Gromow sein Mandat vorzeitig niedergelegt und stattdessen in die Duma gewechselt hatte. Die Mitgliedschaft Sablins im Oberhaus des Parlaments endete im September 2016.
Neben Alexander Saldostanow und dem Akteur Michail Poretschenkow gilt Sablin als einer der Initiatoren der Gründung der Anti-Maidan-Bewegung im Januar 2015, die sich gegen den Euromaidan in der Ukraine richtete.
Im April 2017 ersetzte Sablin Irina Jarowaja als neuer Chef der patriotischen Plattform der Partei Einiges Russland.
Mit dem Beschluss des Generalrats vom Einiges Russland wurde Sablin im Januar 2019 Sekretär der Regionalabteilung der Partei in Sewastopol auf der Krim.

## Privates
Sablin ist verheiratet und hat zwei Söhne und eine Tochter.